# عزيزون عبد القادر
عزيزون عبد القادر (بالملايوية: Azizon Abdul Kadir)‏ ، من مواليد 10 يونيو 1980 في فيرق في ماليزيا ، لاعب كرة قدم ماليزي.
و هو يلعب مع نادي نيغري سيمبليان.
و هو يلعب مع منتخب ماليزيا لكرة القدم.

## روابط خارجية
- عزيزون عبد القادر على موقع قاعدة بيانات كرة القدم.إي يو (الإنجليزية)
- عزيزون عبد القادر على موقع ناشيونال فوتبول تيمز (الإنجليزية)
- عزيزون عبد القادر على موقع Soccerway.com (الإنجليزية)
- عزيزون عبد القادر على موقع كووورة